# Fekete Medve Gyógyszertár
A Fekete Medve Gyógyszertár a második budai patika az Arany Sas Gyógyszertár után. Akár ez utóbbit, a Fekete Medvét is Bösinger Ferenc Ignác nyitotta meg az 1690-es évek elején, a Vízivárosban működött. 1751-ig az Arany Sas fiókgyógyszertára volt, amit az is bizonyít, hogy Bösinger után mindkét patikának közös tulajdonosai voltak: Werner Bálint, Seyler Ferenc, Hinger János. A budai tanács vízivárosi privilégiumot adományozó határozata igazolja először a működését. A határozat 1705. november 16-án kelt. A patika egy időben a Városi majd Alvárosi nevet is használta, utolsó tulajdonosa a Veress család volt.

## Ajánlott irodalom
Sztankai István: A gyógyszerészetre és a budapesti gyógyszertárakra vonatkozó adatok. Budapest, 1935